# Јужни црнокрести мангаби
Јужни црнокрести мангаби (лат. Lophocebus aterrimus opdenboschi) је подврста црнокрестог мангабија, врсте примата (Primates) из породице мајмуна Старог света (Cercopithecidae).

## Станиште
Јужни црнокрести мангаби има станиште на копну.

## Угроженост
Подаци о распрострањености ове подврсте су недовољни.

### Популациони тренд
Популација ове подврсте се смањује, судећи по расположивим подацима.